# Avvistamento di Lubbock
L'avvistamento di Lubbock (Lubbock Lights) è un caso di avvistamento di massa di UFO. Esso consistette nell'avvistamento di una formazione di luci che sorvolavano la città di Lubbock nel Texas. Il fenomeno si manifestò a più riprese dall'agosto al settembre del 1951.
L'avvistamento ebbe larga pubblicità a livello nazionale ed è considerato uno dei primi casi di avvistamento di massa di oggetti volanti non identificati negli USA.

## Cronologia dei fatti
Il primo avvistamento si verificò la sera del 25 agosto 1951 da parte di tre professori del Texas Technological College (ora Texas Tech University). I tre uomini (il chimico A. G. Oberg, l'ingegnere minerario W. L. Ducker e il geologo W. I. Robinson) erano seduti nel cortile della casa di uno di loro quando intorno alle 21 videro un gruppo di luci (tra 20 e 30), brillanti come stelle ma di maggiori dimensioni, che attraversarono velocemente il cielo. Essi esclusero immediatamente la possibilità che si trattasse di meteore. Mentre ancora discutevano, videro un secondo gruppo di luci con caratteristiche simili a quelle osservate poco prima.
Il giorno dopo i docenti raccontarono l'accaduto al giornale locale, il Lubbock Avalanche-Journal. A seguito dell'articolo, tre donne dichiararono di avere osservato le stesse luci la sera dell'avvistamento da parte dei professori. Anche un professore di tedesco del Texas Technological College, Carl Hemminger, riferì di avere osservato gli oggetti luminosi.
Pochi giorni dopo, la sera del 30 agosto, una matricola del Texas Technological College, Carl Hart, era sdraiato sul letto e osservando fuori dalla finestra vide passare in cielo un gruppo di circa 20 luci bianche. Hart prese la macchina fotografica e corse nel cortile della casa dei suoi genitori, per fotografare le luci se fossero passate un'altra volta; ci fu un nuovo passaggio delle luci e Hart poté scattare 5 fotografie, che furono pubblicate dal giornale locale.
Qualche giorno dopo, la sera del 5 settembre, vi fu un nuovo avvistamento, ancora da parte dei professori che avevano osservato per primi le luci. I tre docenti si trovavano insieme ad altri due colleghi (il fisico E. L. George e il geologo Grayson Mead) quando osservarono il passaggio di 12-15 luci. Il prof. Mead riferì che si trattava di oggetti circolari, più piccoli della Luna piena, con un colore verde-bluastro leggermente fluorescente. I professori stimarono che gli oggetti luminosi si trovavano ad un'altezza di circa 600 metri e si muovevano ad una velocità superiore ai 900 Km/h.

## Indagini e spiegazioni
Sui fatti vi fu un'investigazione da parte dell'U.S. Air Force. Il laboratorio della Wright-Patterson Air Force Base analizzò le foto di Hart, arrivando alla conclusione che non si poteva provare che fossero truccate, ma neanche che fossero autentiche. Il tenente (poi promosso capitano) Edward J. Ruppelt, capo del nuovo progetto Grudge (qualche mese dopo rinominato progetto Blue Book) si recò a Lubbock per intervistare i testimoni dell'avvistamento. L'ufficiale apprese anche che nelle strade di Lubbock erano state installate da poco lampade fluorescenti ai vapori di mercurio. L'USAF arrivò alla conclusione che gli oggetti osservati erano uccelli (anatre o più probabilmente pivieri) che attraversavano il cielo di Lubbock nel corso della migrazione annuale e la sera riflettevano la luce dei nuovi lampioni stradali.
La spiegazione non convinse tutti; il professor Mead, testimone dell'avvistamento del 5 settembre, obiettò che gli oggetti si muovevano troppo velocemente per essere degli uccelli migratori. Sulla base della testimonianza della moglie del professor Ducker (che riferì che il 25 agosto aveva osservato un aereo con sole ali senza fusoliera, che passò silenziosamente sulla casa) venne avanzata l'ipotesi che si trattasse di un aereo ad ala volante. Ruppelt sapeva che l'USAF aveva questo tipo di aerei (come il Northrop YB-35) e almeno uno degli avvistamenti poteva essere spiegato in questo modo, ma non era possibile spiegare come mai l'aereo volasse senza fare rumore.
In seguito, nel suo libro pubblicato nel 1956, Ruppelt scrisse che non si trattava di uccelli migratori, di aerei o di navi spaziali, ma di un fenomeno naturale; l'ufficiale disse di averlo appreso dal colloquio con uno scienziato che voleva restare anonimo e pertanto non poteva dire di più per non rivelare l'identità di questo scienziato.